# Jannik Vestergaard
Jannik Vestergaard (Hvidovre, 3 augustus 1992) is een Deens-Duits voetballer die doorgaans als verdediger speelt. Hij tekende in augustus 2021 een contract tot medio 2024 bij Leicester City, dat circa €17.600.000,- voor hem betaalde aan Southampton. Vestergaard debuteerde in 2013 in het Deens voetbalelftal.

## Carrière

### Jeugd
Vestergaards moeder is Duits en komt uit Krefeld aan de Niederrhein in Noordrijn-Westfalen. Na haar afstuderen emigreerde ze en woonde ze eerst in Maastricht (ze studeerde aan het conservatorium) voordat ze verhuisde naar Kopenhagen. Vervolgens kreeg ze met haar Deense man Jannik Vestergaard. Hij groeide op in Kopenhagen.

### 1899 Hoffenheim
Vestergaard speelde in de jeugdopleiding van KB en Brøndby, maar debuteerde op 20 augustus 2011 tegen FC Augsburg in het betaald voetbal in het shirt van 1899 Hoffenheim. Vanaf november was hij basisspeler bij Hoffenheim en miste hij haast geen minuten meer. Op 11 februari 2012 scoorde hij tegen Werder Bremen zijn eerste doelpunt voor Hoffenheim en in het profvoetbal. 
In zijn tweede seizoen bij Hoffenheim eindigde de club als zestiende, waardoor het met 1. FC Kaiserslautern moest uitvechten wie er het volgende seizoen Bundesliga-voetbal mocht spelen. Vestergaard scoorde in de return de 2-1, wat over twee wedstrijden een 5-2 overwinning betekende. Daardoor kon Vestergaard ook het seizoen erop Bundesliga spelen. In zijn vierde seizoen verloor hij zijn basisplaats bij Hoffenheim, waarvoor hij in de winterstop slechts zes potjes had meegedaan. In totaal speelde Vestergaard 82 wedstrijden voor Hoffenheim, waarin hij goed was voor zes goals en twee assists.

### Werder Bremen
In januari 2015 verruilde Vestergaard Hoffenheim voor Werder Bremen. Daarvoor maakte hij op 1 februari tegen Hertha BSC zijn debuut. Op 12 april scoorde hij tegen VfB Stuttgart zijn eerste goal voor Werder. In zijn eerste volledige jaar bij Werder Bremen miste hij slechts één competitiewedstrijd, was hij enkele keren aanvoerder en bereikte hij de halve finale van de DFB-Pokal, waarin Bayern München te sterk was. In totaal speelde Vestergaard 54 wedstrijden voor Werder Bremen en scoorde hij vier goals. 

### Borussia Mönchengladbach
Vestergaard trok in de zomer van 2016 voor €12.500.000 naar Borussia Mönchengladbach, de nummer vier van Duitsland dat jaar. Vestergaard kreeg ook bij Borussia Mönchengladbach een basisplaats. Op 27 augustus maakte hij tegen Bayer Leverkusen zijn debuut voor Gladbach. Op 19 oktober maakte hij tegen Celtic FC zijn debuut in de UEFA Champions League, waar Gladbach derde werd in een poule met verder FC Barcelona en Manchester City. Vervolgens ging het verder in de Europa League, waarin het Fiorentina versloeg maar uitgeschakeld werd door Schalke 04. Op 19 februari 2017 scoorde hij tegen RB Leipzig zijn eerste doelpunt voor Borussia Mönchengladbach. In totaal kwam Vestergaard tot 49 wedstrijden dat seizoen, het hoogste aantal uit zijn carrière. Ook in zijn tweede seizoen was hij onbetwist basisspeler. In twee jaar kwam hij tot 83 wedstrijden voor Borussia Mönchengladbach, waarin hij goed was voor zeven goals en één assist.

### Southampton
Na negen seizoenen in Duitsland tekende Vestergaard in juli 2018 bij Southampton, de nummer zeventien van de Premier League in het voorgaande seizoen. Hij maakte op 12 augustus zijn debuut tegen Burnley. Hij speelde 26 wedstrijden in zijn eerste seizoen. Op 31 augustus 2019 scoorde hij tegen Manchester United zijn eerste doelpunt voor de club. In zijn derde en laatste seizoen speelde hij dertig wedstrijden voor Southampton, waarin hij tot drie goals kwam. In totaal speelde Vestergaard 79 wedstrijden voor Southampton en scoorde hij vier goals.

### Leicester City
In de zomer van 2021 trok Vestergaard naar Leicester City, waarin hij een contract voor drie seizoenen tekende tot de zomer van 2024. Hij debuteerde op 14 augustus tegen Wolverhampton Wanderers. Hij was geen basisspeler in zijn eerste jaar en kwam tot 20 wedstrijden in alle competities. In zijn tweede seizoen speelde hij enkel drie bekerwedstrijden en nul competitiewedstrijden. Vanaf de bank zag hij hoe Leicester City dat seizoen degradeerde naar de EFL Championship. Een jaar later kroonde hij zich tot kampioen van de competitie. Vestergaard kwam toen wel weer aan spelen toe. Hij speelde 43 wedstrijden in alle competities. Op 21 oktober 2023 scoorde hij tegen Swansea City zijn eerste goal voor Leicester.

## Clubstatistieken
| Seizoen         | Club                     | Competitie      | Competitie | Competitie | Beker | Beker | Europa | Europa | Totaal | Totaal |
| Seizoen         | Club                     | Competitie      | Wed.       | Dlp.       | Wed.  | Dlp.  | Wed.   | Dlp.   | Wed.   | Dlp.   |
| --------------- | ------------------------ | --------------- | ---------- | ---------- | ----- | ----- | ------ | ------ | ------ | ------ |
| 2010/11         | 1899 Hoffenheim II       | Regionalliga    | 19         | 3          | 0     | 0     | 0      | 0      | 19     | 3      |
| 2011/12         | 1899 Hoffenheim II       | Regionalliga    | 3          | 1          | 0     | 0     | 0      | 0      | 3      | 1      |
| 2011/12         | 1899 Hoffenheim          | Bundesliga      | 23         | 2          | 3     | 0     | 0      | 0      | 26     | 2      |
| 2012/13         | 1899 Hoffenheim          | Bundesliga      | 16         | 0          | 1     | 0     | 0      | 0      | 17     | 0      |
| 2013/14         | 1899 Hoffenheim          | Bundesliga      | 25         | 1          | 4     | 0     | 0      | 0      | 29     | 1      |
| 2014/15         | 1899 Hoffenheim          | Bundesliga      | 6          | 1          | 1     | 1     | 0      | 0      | 7      | 2      |
| 2014/15         | Werder Bremen            | Bundesliga      | 15         | 1          | 1     | 0     | 0      | 0      | 16     | 1      |
| 2015/16         | Werder Bremen            | Bundesliga      | 33         | 2          | 5     | 1     | 0      | 0      | 38     | 3      |
| 2016/17         | Borussia Mönchengladbach | Bundesliga      | 34         | 4          | 5     | 0     | 10     | 0      | 49     | 4      |
| 2017/18         | Borussia Mönchengladbach | Bundesliga      | 32         | 3          | 2     | 0     | 0      | 0      | 34     | 3      |
| 2018/19         | Southampton              | Premier League  | 23         | 0          | 3     | 0     | 0      | 0      | 26     | 0      |
| 2019/20         | Southampton              | Premier League  | 19         | 1          | 2     | 0     | 0      | 0      | 21     | 1      |
| 2020/21         | Southampton              | Premier League  | 30         | 3          | 2     | 0     | 0      | 0      | 32     | 3      |
| 2021/22         | Leicester City           | Premier League  | 10         | 0          | 4     | 0     | 6      | 0      | 20     | 0      |
| 2022/23         | Leicester City           | Premier League  | 0          | 0          | 3     | 0     | 0      | 0      | 3      | 0      |
| 2023/24         | Leicester City           | Championship    | 41         | 2          | 2     | 0     | 0      | 0      | 43     | 2      |
| 2024/25         | Leicester City           | Premier League  | 18         | 0          | 1     | 0     | 0      | 0      | 19     | 0      |
| Carrière totaal | Carrière totaal          | Carrière totaal | 347        | 24         | 39    | 2     | 16     | 0      | 402    | 26     |

## Interlandcarrière
Vestergaard speelde tot alle Deense nationale jeugdelftallen vanaf Denemarken –18. Hij nam met Denemarken –21 deel aan het EK –21 van 2015. Hierop was hij aanvoerder in alle vier de wedstrijden die de Denen dat toernooi speelden.
Vestergaard debuteerde op 14 augustus 2013 onder bondscoach Morten Olsen in het Deens voetbalelftal, in een met 3–2 verloren oefeninterland in en tegen Polen. Hij maakte op 17 november 2015 zijn eerste interlanddoelpunt. Hij kopte toen de 2–2 eindstand op het bord in een wedstrijd in de play-offs voor het het EK 2016 thuis tegen Zweden. Dit was na de 2–1 nederlaag in de eerste wedstrijd in Zweden niet genoeg voor plaatsing. Vestergaard behoorde tot de selectie van bondscoach Åge Hareide op het WK 2018, zijn eerste eindtoernooi. Hierop kwam hij zelf niet in actie. Hij werd op 30 mei 2024 door Kasper Hjulmand opgenomen in de Deense selectie voor het EK 2024 in Duitsland. Denemarken speelde in de groepsfase gelijk Slovenië, Engeland en Servië, waarna het in de achtste finales werd uitgeschakeld door gastland Duitsland (2–0). Vestergaard miste op het toernooi geen minuut aan speeltijd.
1 Ward ·
2 Justin ·
3 Faes ·
4 Coady ·
5 Okoli ·
6 Ndidi ·
7 Fatawu ·
8 Winks ·
9 Vardy  ·
10 Mavididi ·
11 El Khannouss ·
14 Decordova-Reid ·
16 Kristiansen ·
17 Choudhury ·
18 Ayew ·
20 Daka ·
21 Pereira ·
22 Skipp ·
23 Vestergaard ·
24 Soumaré ·
29 Édouard ·
30 Hermansen ·
31 Iversen ·
33 Thomas ·
34 Golding ·
35 McAteer ·
37 Alves ·
40 Buonanotte ·
41 Stolarczyk ·
Coach: Cooper
1 Schmeichel ·
2 Krohn-Dehli ·
3 Vestergaard ·
4 Kjær  ·
5 Knudsen ·
6 Christensen ·
7 Kvist ·
8 Delaney ·
9 Jørgensen ·
10 Eriksen ·
11 Braithwaite ·
12 Dolberg ·
13 Jørgensen ·
14 Dalsgaard ·
15 Fischer ·
16 Lössl ·
17 Larsen ·
18 Lerager ·
19 Schöne ·
20 Poulsen ·
21 Cornelius ·
22 Rønnow ·
23 Sisto ·
Coach: Hareide
1 Schmeichel ·
2 Andersen ·
3 Vestergaard ·
4 Kjær  ·
5 Mæhle ·
6 Christensen ·
7 Skov ·
8 Delaney ·
9 Braithwaite ·
10 Eriksen ·
11 Skov Olsen ·
12 Dolberg ·
13 Jørgensen ·
14 Damsgaard ·
15 Nørgaard ·
16 Lössl ·
17 Larsen ·
18 Wass ·
19 Wind ·
20 Poulsen ·
21 Cornelius ·
22 Rønnow ·
23 Højbjerg ·
24 Jensen ·
25 Christiansen ·
26 Boilesen ·
Coach: Hjulmand
1 Schmeichel ·
2 Andersen ·
3 Vestergaard ·
4 Kjær  ·
5 Mæhle ·
6 Christensen ·
7 Jensen ·
8 Delaney ·
9 Højlund ·
10 Eriksen ·
11 Skov Olsen ·
12 Dolberg ·
13 Jørgensen ·
14 Damsgaard ·
15 Nørgaard ·
16 Hermansen ·
17 Kristiansen ·
18 Bah ·
19 Wind ·
20 Poulsen ·
21 Hjulmand ·
22 Rønnow ·
23 Højbjerg ·
24 Dreyer ·
25 Kristensen ·
26 Bruun Larsen ·
Coach: Hjulmand